# Sultanat Mahri de Qishn et Socotra

Drapeau
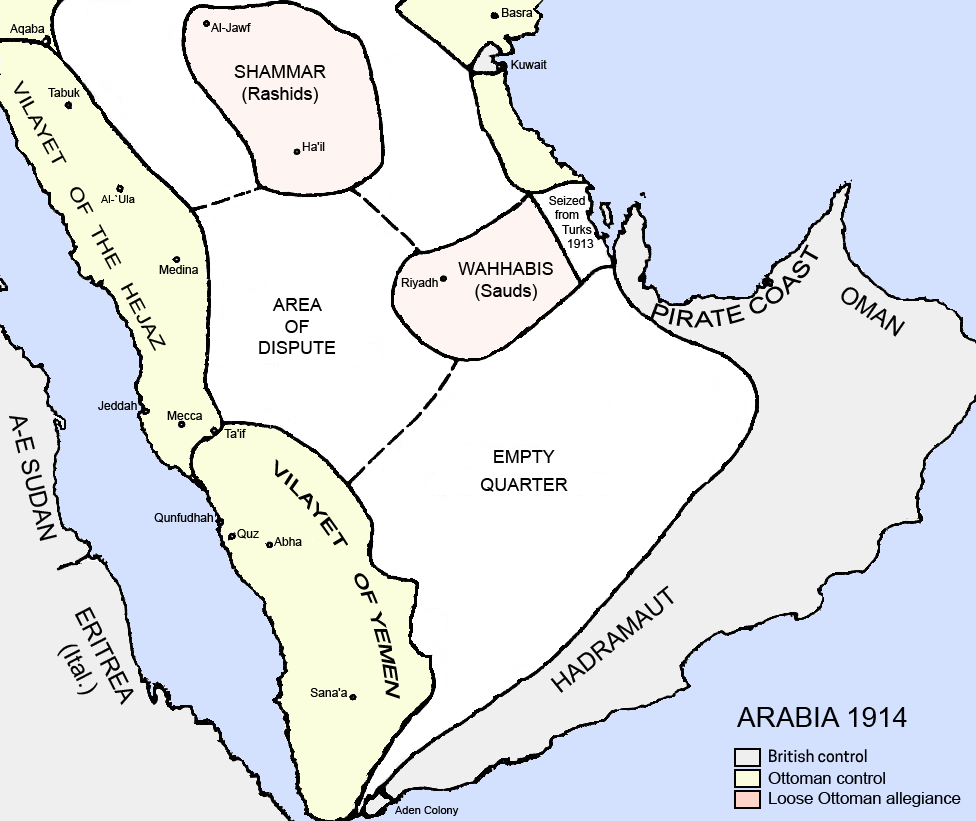
Péninsule arabique (1914)
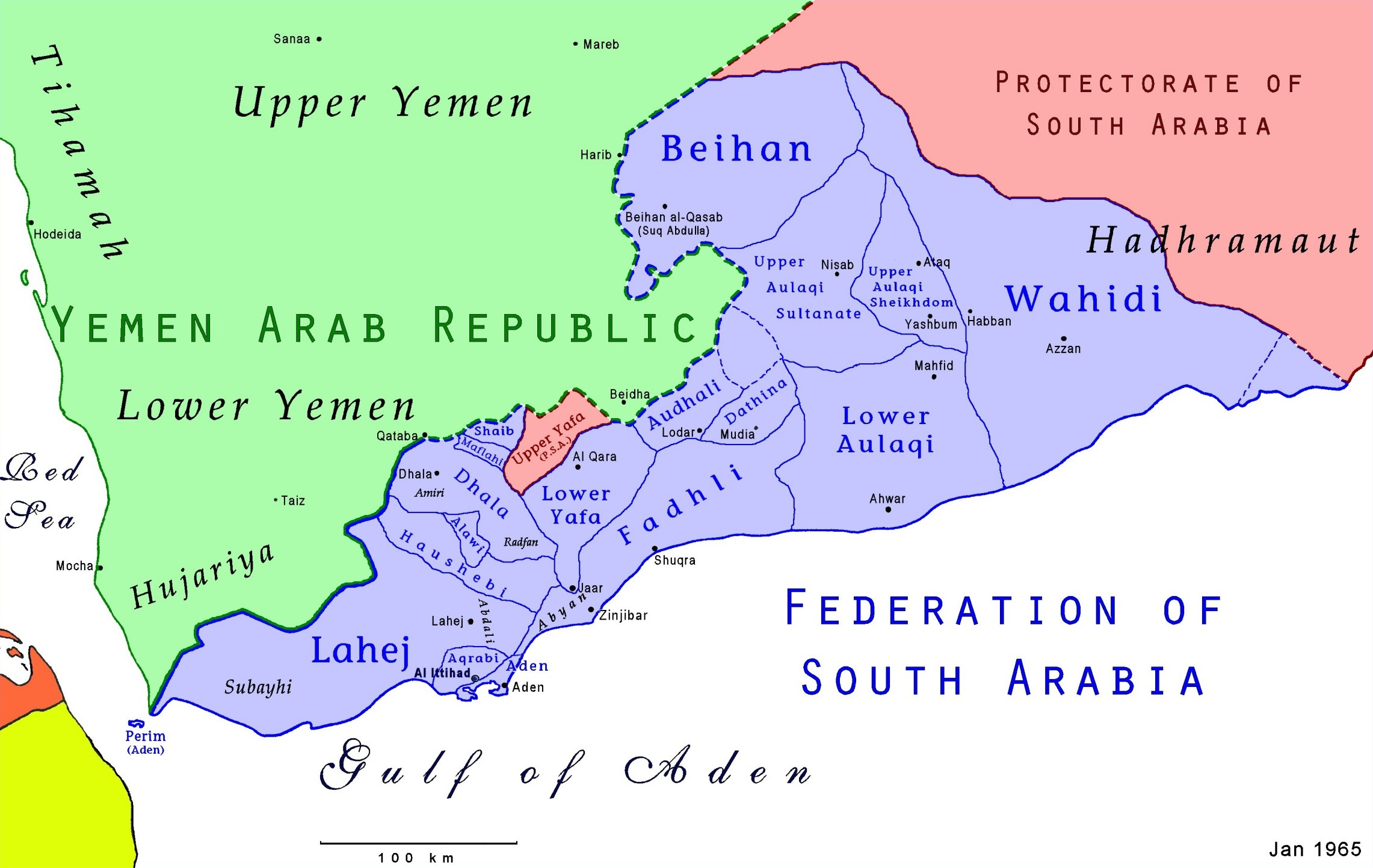
Fédération d'Arabie du Sud

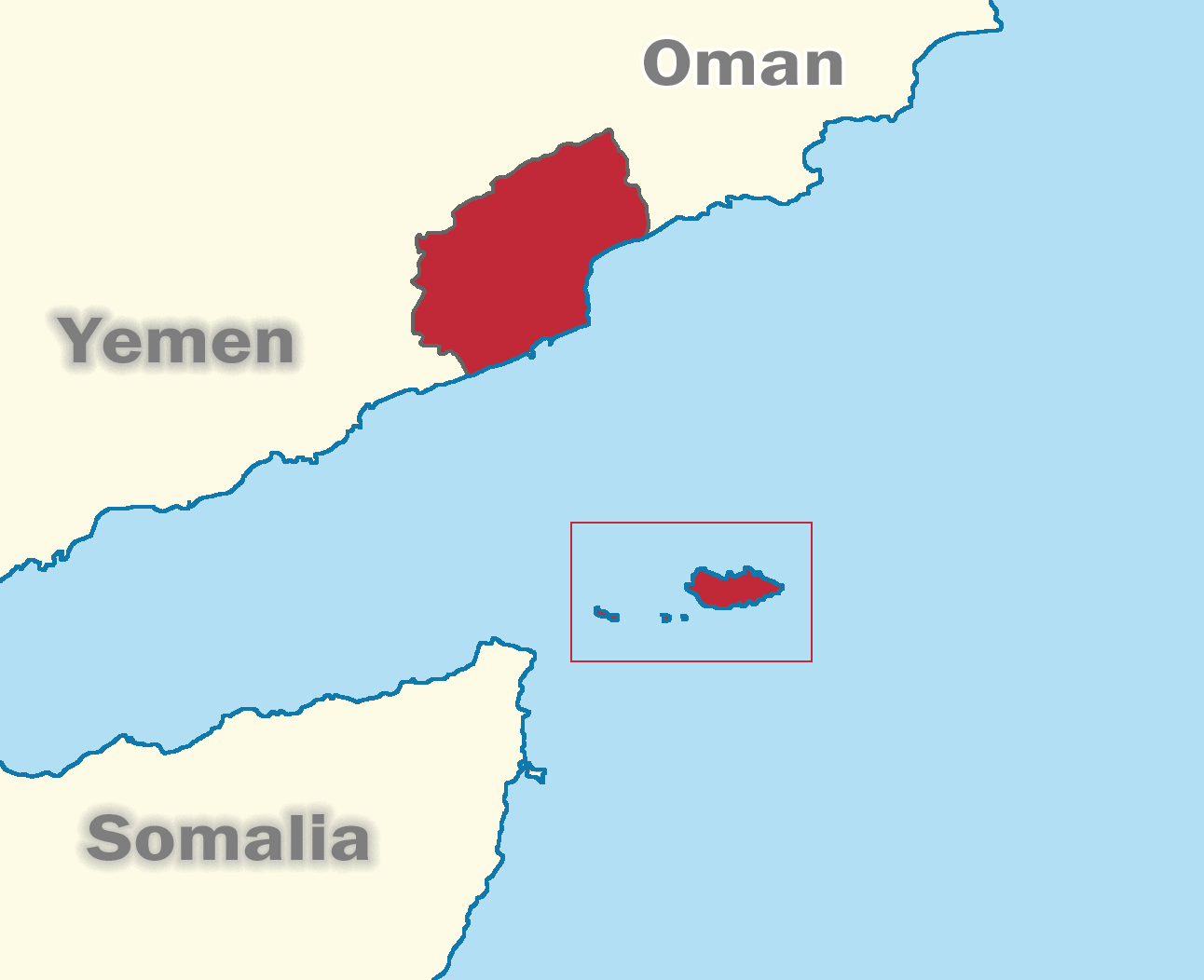
Carte du Sultanate Mahri

Le sultanat Mahri de Qishn et Socotra (arabe: سلطنة المهرة في قشن و سقطرة) [Salṭanat Mahrah fī Qishn wa Suquṭrah]) ou parfois le sultanat Mahri de Ghayda et de Socotra (Arabic: سلطنة المهرة في الغيضاء و سقطرة [Salṭanat Mahrah fī-l Ghayḍāʿ wa Suquṭrah]), était un État qui comprenait tant Mahra, l'actuel gouvernorat yéménite homonyme, que l'archipel de Socotra dans l'océan Indien.
Il avait deux capitales, Qishn, à Mahra, et Tamrida (Hadiboh) à Socotra. Il déclina en 1962 l'offre de rejoindre la fédération d'Arabie du Sud et choisit de rejoindre le protectorat d'Arabie du Sud. En 1967, le sultanat fut aboli et son territoire inclus dans la nouvelle république populaire du Yémen du Sud, fusionnée en 1990 avec son voisin septentrional pour devenir la république du Yémen.

## Liste des sultans de Qishn et Socotra
Les sultans portent le titre de Sultan al-Dawla al-Mahriyya (Sultan Qishn wa Suqutra).
- vers 1750 - 1780 : `Afrar al-Mahri
- vers 1780 - 1800 : Taw`ari ibn `Afrar al-Mahri
- vers 1800 - 1820 : Sa`d ibn Taw`ari Ibn `Afrar al-Mahri
- vers 1834 : Sultan ibn `Amr (à Socotra)
- vers 1834 : Ahmad ibn Sultan (à Qishn)
- 1835 - 1845 : `Amr ibn Sa`d ibn Taw`ari al-`Afrar al-Mahri
- 1845 - 18?? : Taw`ari ibn `Ali `Afrar al-Mahri
- 18?? - 18?? : Ahmad ibn Sa`d `Afrar al-Mahri
- 18?? - 18?? : `Abd Allah ibn Sa`d `Afrar al-Mahri
- 18?? - 18?? : `Abd Allah ibn Salim `Afrar al-Mahri
- vers 1875 - 1907 : `Ali ibn Salim `Abd Allah `Afrar al-Mahri
- 1907 - Après 1928 : `Abd Allah ibn `Isa al-`Afrar al-Mahri
- Avant 1946 - Février 1952 : Ahmad ibn `Abd Allah al-`Afrar al-Mahri
- Février 1952 - 16 octobre 1967 : `Isa ibn `Ali ibn Salim al-`Afrar al-Mahri (mort en 1976)